# Perdaxius
Perdaxius (sardisk: Perdàxius) er en by og en kommune (comune) i provinsen Sud Sardegna i regionen Sardinien i Italien. Byen ligger i 98 meters højde og har 1.455 indbyggere (2016). Kommunen har et areal på 29,5 km² og grænser til kommunerne Carbonia, Narcao, Tratalias og Villaperuccio.